# Bettina Lemström
Bettina Kristina Lemström (geboren am 29. März 1966 in Helsinki) ist eine ehemalige finnische Segelsportlerin.
Als Mitglieder im Nyländska Jaktklubben nahmen Lemström und ihre ältere Schwester Annika Lemström an Wettkämpfen in der 470er-Klasse teil. Das Duo startete unter anderem bei den Olympischen Sommerspielen 1988 in Seoul, wo es (mit Bettina als Rudergängerin) den vierten Platz belegte. Bei den Weltmeisterschaften 1986 gewannen die Schwestern Silber. Bei den Europameisterschaften gewannen sie 1987 Gold und 1989 Bronze. 1990 beendeten beide Schwestern ihre aktive Sportkarriere.
1986 wurden Bettina und Annika Lemström als finnlandschwedische Sportler des Jahres mit der Auszeichnung Sport-Pressens guldmedalj geehrt.
Bettina Lemströms Sohn Jakob Eklund ist ebenfalls Segler und Olympiateilnehmer.